# Zeria striata
Espèce
Synonymes
- Solpuga striata Kraepelin, 1914

Zeria striata est une espèce de solifuges de la famille des Solpugidae.

## Distribution
Cette espèce est endémique de Namibie.

## Description
La femelle holotype mesure 11 mm.

## Publication originale
- Kraepelin, 1914 : Skorpione und Solifugae. Beiträge zur Kenntniss der Land- und Süsswasserfauna Deutsch-Südwestafrikas. Ergebnisse der Hamburger deutsch-südwestafrikanischen Studienreise 1911, vol. 1, p. 107-136 (texte intégral).